# Saari-Kiekki
Saari-Kiekki eller Saarikiekki är en sjö i Finland. Den ligger i kommunen Kuhmo i landskapet Kajanaland, i den östra delen av landet, 500 km nordost om huvudstaden Helsingfors. Saari-Kiekki ligger 237 meter över havet. Den är 6,2 meter djup. Arean är 59,6 hektar och strandlinjen är 5,97 kilometer lång. Sjön  ingår i Uleälvens huvudavrinningsområde. 